# 北大東村
北大東村（きただいとうそん）は、北大東島と沖大東島を行政区画とする沖縄県の村。島尻郡に属する。

## 地理

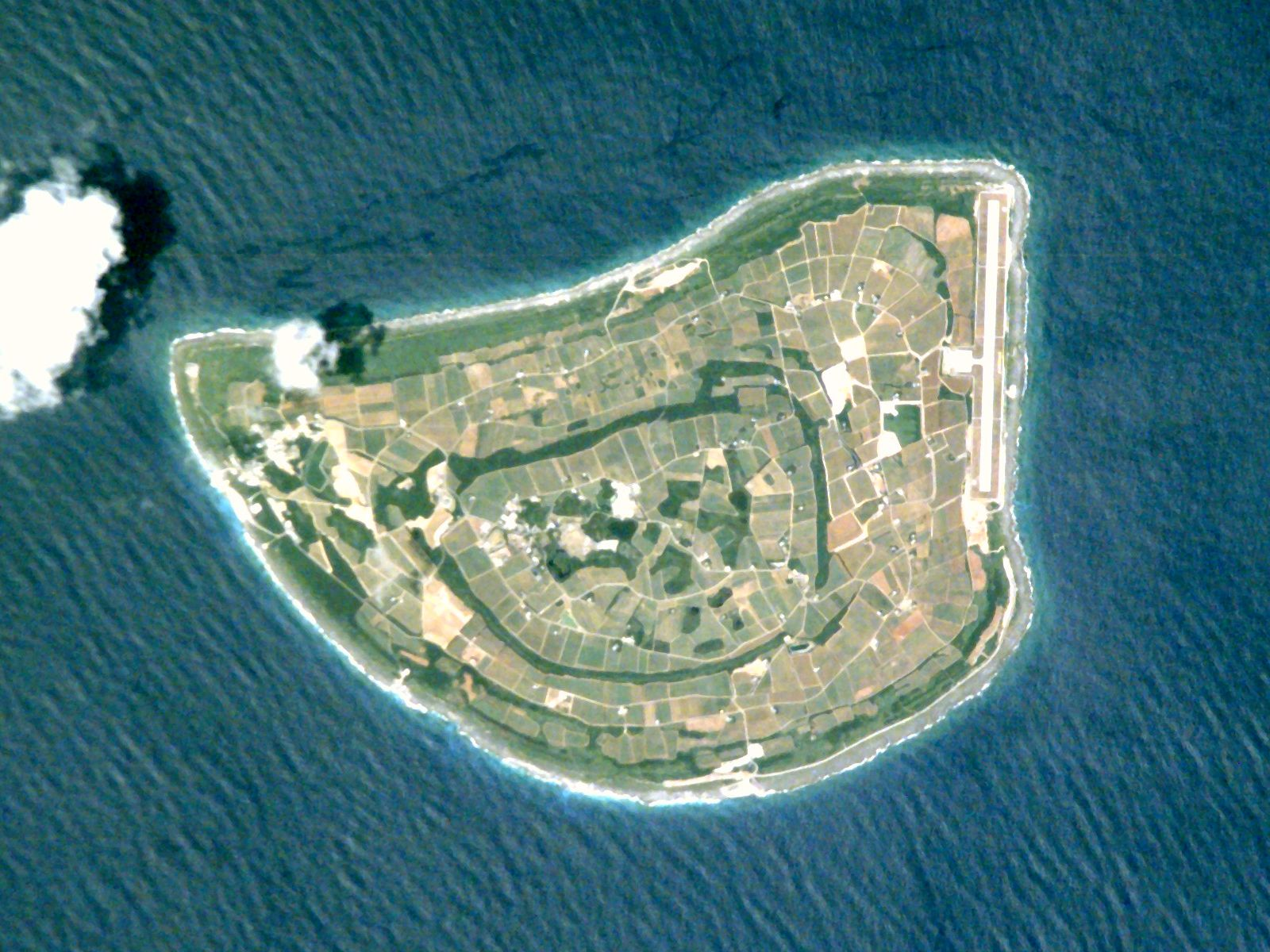
北大東島（1978年撮影）

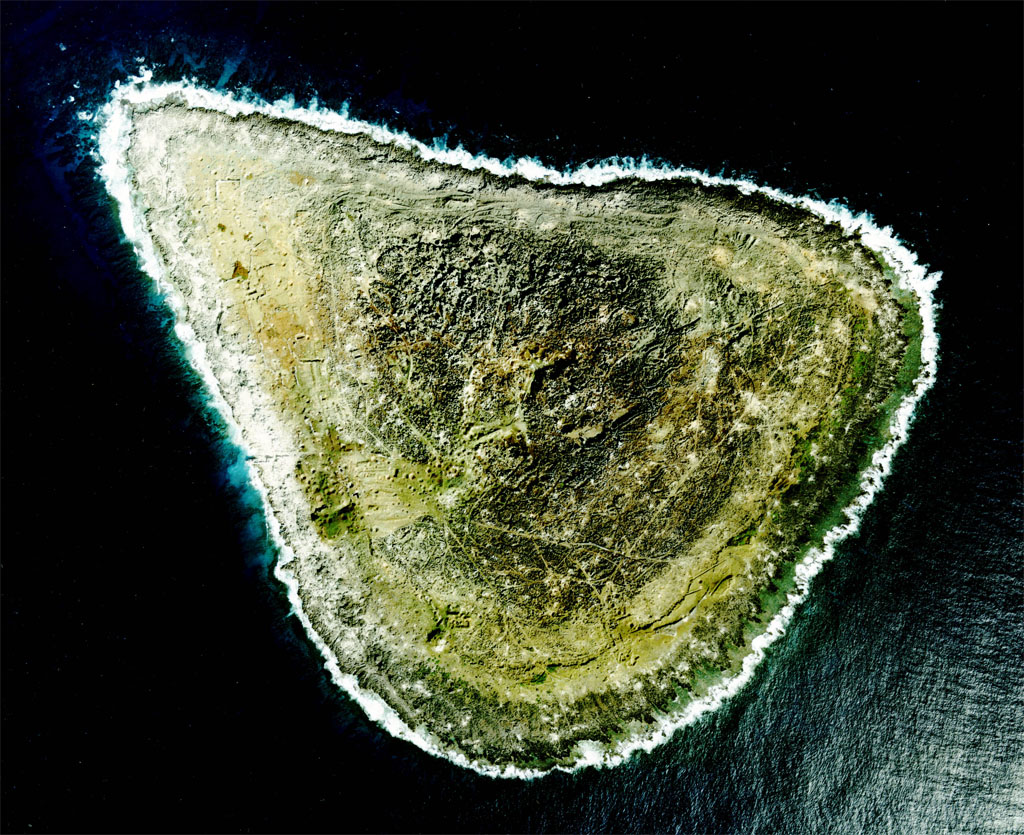
沖大東島（2001年撮影）

北大東島は、沖縄本島の東方約360kmに位置する沖縄県最東端の島である。隆起珊瑚で出来た島特有の風景が広がり、平坦な内陸部の景色は大陸的な印象をも与える。また、南大東島に隣接している。
沖大東島は、全島がリン鉱石の採掘を行っていたラサ工業の私有地であり、採掘を止めた同社から貸与を受けて在日米軍の射爆撃場（沖大東島射爆撃場）として使われている。そのため一般人は立ち入ることができない無人島である。
面積
- 北大東島 - 11.94km2
- 沖大東島 - 1.15km2

### ため池群
天然の池沼が、数多く存在する南大東島に対して、北大東島にはそれほど多くない。島の中央には淡水の大池があり、淡水レンズの作用により、潮の干満に伴って水位が変動する。この池は、かつて雨水のみを水源としていた時代には貴重な水源であったが、海水淡水化による水道が整備されたため、現在は農業用水以外には使われていない。
このほか、沖縄県の最東端に位置する東貯水池をはじめ、製糖工場の前にある赤池等の農業用ため池があり、274ha（島の耕地面積の5割）のサトウキビ畑の灌漑に使用されている。
北大東島にある大小16ヶ所に点在するため池は、2010年（平成22年）3月25日に「北大東村ため池群」として農林水産省のため池百選に選定された。
これらのため池は、ミサゴ、トビ、サシバ、サギなど渡り鳥が羽を休める位置であり、野鳥観察の適地となっている。毎年サトウキビの日（4月第4日曜日）には、子供会と保護者、島民が周辺の整備を行っている。

## 歴史
- 1946年 - アメリカ軍政開始。村制が施行され、北大東村となる。
- 1972年 - 沖縄返還。
- 1975年 - NHK沖縄放送局により、テレビの試験放送を開始する（南大東島から受信）[要出典]。
- 1978年 - 北大東空港が開港。
- 1979年
  - 電話がダイヤル自動化。市外局番は09802、市内局番は3。
  - 6月17日 - 村立北大東診療所で女性医師が殺害（村内における戦後初の殺人事件）[3]。しばらく無医村になる。
- 1984年 - 村唯一の信号機が設置される。BS試験放送の開始により、島内でもテレビ放送の同時視聴が可能となった。
- 1998年 - 地上波テレビ放送が開始。
- 2011年 - 地上波デジタル放送開始。

## 地域
北大東島はかつて5村に分かれており、1946年の村制時、それがそのまま行政区となった。1950年、区の再編が行われ、1967年に現行の字となった。沖大東島は1973年に字ラサとなった。
| ～1946     | 1946～1950 | 1950～1967 | 1967～現在   |
| ---------- | ---------- | ---------- | ------------ |
| 西村       | (西区)     | (港区)     | 港           |
| 丸山村     | (大正区)   | (港区)     | 港           |
| 北村       | (北区)     | (中野区)   | 中野         |
| 池之沢村   | (池之沢区) | (中野区)   | 中野         |
| 南村       | (南区)     | (南区)     | 南           |
| (沖大東島) | (沖大東島) | (沖大東島) | ラサ(1973～) |

### 人口
| |                                          |  |
| 北大東村と全国の年齢別人口分布（2005年） | 北大東村の年齢・男女別人口分布（2005年） |  |
| ■紫色 ― 北大東村 ■緑色 ― 日本全国 | ■青色 ― 男性 ■赤色 ― 女性                |  |
| 北大東村（に相当する地域）の人口の推移 \| 1970年（昭和45年） \| 764人 \| \| \| 1975年（昭和50年） \| 647人 \| \| \| 1980年（昭和55年） \| 658人 \| \| \| 1985年（昭和60年） \| 584人 \| \| \| 1990年（平成2年） \| 519人 \| \| \| 1995年（平成7年） \| 575人 \| \| \| 2000年（平成12年） \| 671人 \| \| \| 2005年（平成17年） \| 588人 \| \| \| 2010年（平成22年） \| 665人 \| \| \| 2015年（平成27年） \| 629人 \| \| \| 2020年（令和2年） \| 590人 \| \| |                                          |  |
| 総務省統計局 国勢調査より |                                          |  |
| 1970年（昭和45年） | 764人                                    |  |
| 1975年（昭和50年） | 647人                                    |  |
| 1980年（昭和55年） | 658人                                    |  |
| 1985年（昭和60年） | 584人                                    |  |
| 1990年（平成2年） | 519人                                    |  |
| 1995年（平成7年） | 575人                                    |  |
| 2000年（平成12年） | 671人                                    |  |
| 2005年（平成17年） | 588人                                    |  |
| 2010年（平成22年） | 665人                                    |  |
| 2015年（平成27年） | 629人                                    |  |
| 2020年（令和2年） | 590人                                    |  |

### 隣接している自治体
- 南大東村

## 行政
村議会議員の定数は5人。これは日本の地方議会の議員定数の中では、和歌山県北山村と並んで最も少ない。

### 歴代村長
特記なき場合『北大東村村勢要覧』による。
| 代                       | 氏名                     | 就任                     | 退任                     | 備考                     |
| 北大東村長（米軍統治下） | 北大東村長（米軍統治下） | 北大東村長（米軍統治下） | 北大東村長（米軍統治下） | 北大東村長（米軍統治下） |
| ------------------------ | ------------------------ | ------------------------ | ------------------------ | ------------------------ |
| 初-2                     | 前城嘉達                 | 昭和21年6月15日          | 昭和25年6月2日           |                          |
| 3                        | 与那城苗健               | 昭和25年9月3日           | 昭和26年9月13日          |                          |
| 4                        | 知花俊夫                 | 昭和26年12月2日          | 昭和30年12月3日          |                          |
| 5                        | 大城久四郎               | 昭和30年12月4日          | 昭和34年12月3日          |                          |
| 6-8                      | 知花俊夫                 | 昭和34年12月4日          | 昭和47年                 |                          |
| 北大東村長（公選）       |                          |                          |                          |                          |
| 9-11                     | 知花俊夫                 | 昭和47年                 | 昭和58年12月3日          |                          |
| 12                       | 宮城一夫                 | 昭和58年12月4日          | 昭和62年12月3日          |                          |
| 13-15                    | 城間盛秀                 | 昭和62年12月4日          | 平成11年12月3日          |                          |
| 16-21                    | 宮城光正                 | 平成11年12月4日          | 令和5年12月3日           |                          |
| 22-                      | 鬼塚三典                 | 令和5年12月4日           | 現職                     |                          |

## 教育
- 北大東村立幼稚園
- 北大東村立北大東小中学校

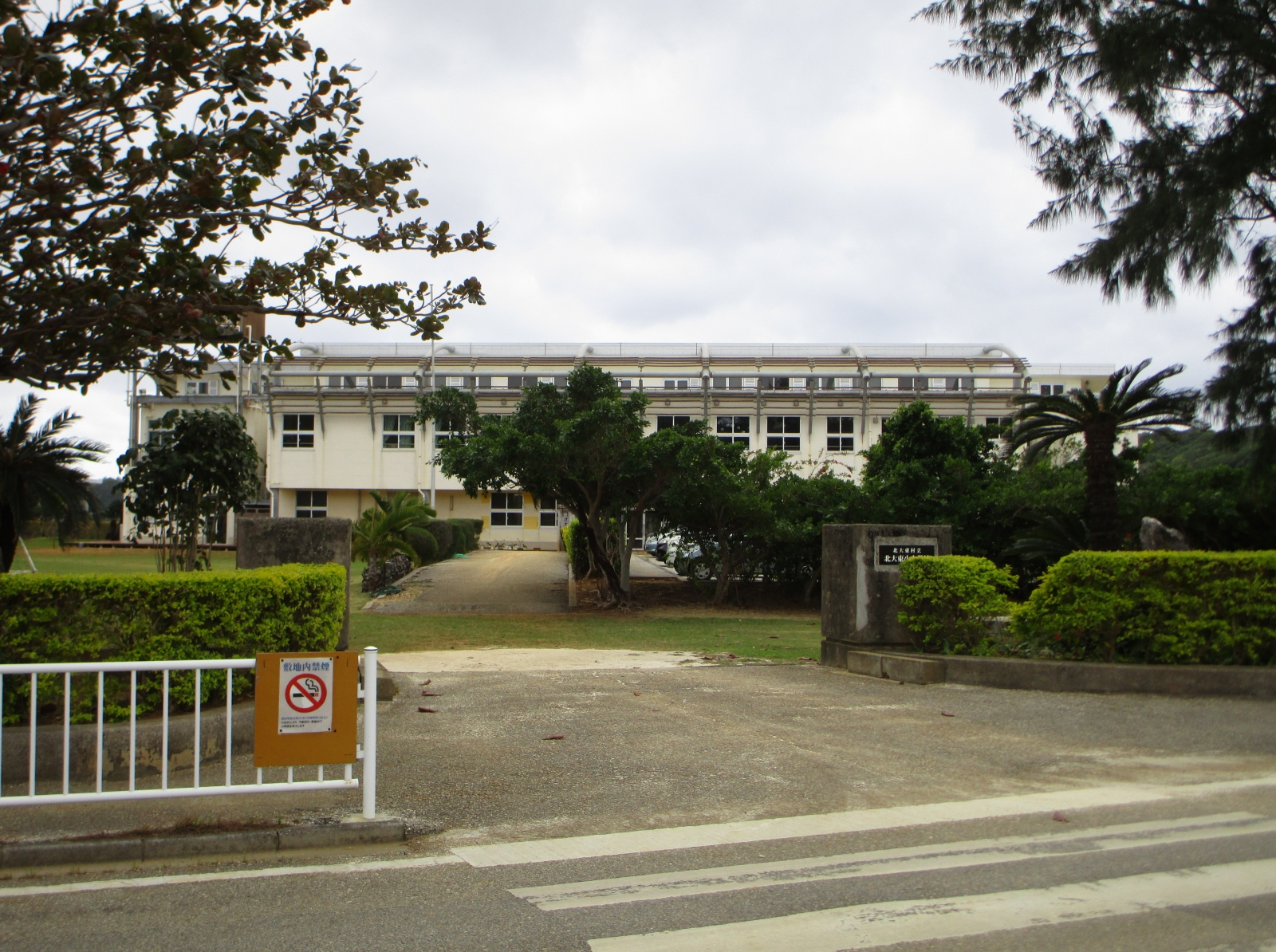
北大東村立北大東小中学校

小中学校は大正7年（1918年）6月、私立南大東島尋常高等小学校の分校として開設。1921年、独立校として認可され、私立北大東島尋常小学校となる。1928年、高等科が併設され、私立北大東島尋常高等小学校になるが、1941年の国民学校令では私立学校のため、国民学校と名乗る事は許されず、北大東島錬成学校に。1946年、北大東村の村制施行により公立学校となり、北大東初等学校と改称。1952年に現在の名前に改称された。現在の校舎は2005年建設。
北大東村では小中学校の他、1993年に開設された日本初の村営学習塾、「なかよし塾」が存在する。同塾はふるさと創生事業の1億円の予算により設立された鉄筋コンクリートの塾で、講師用の住宅を併設している。2013年からはテレビ会議システムを導入し、遠く離れた東京大学の学生が勉強を教えている。
村内には高等学校などは存在せず、進学する生徒は沖縄本島など島外の高校に通う。村では毎年11月23日、秋葉神社の例祭で中学3年の男子生徒は父親と沖縄角力を、女子生徒は母親と腕相撲を取るという風習がある。

## 経済

### 産業
かつてはリンの採掘が産業の中心だったが、現在はサトウキビの生産や製糖および、漁業・観光が産業の中心となっている。また、サトウキビの輪作としてジャガイモも生産されている。結婚など祝い事の時にはヤギ料理を出す風習があり、ヤギが多く飼われている。
島の周囲はサワラやキハダマグロの好漁場である。ただし、かつては島内に接岸できる港がなく、漁船は全てクレーンで上げ下ろししており、1トン程度の船しか使用できないという制約があった。そのため、県では島の南東部の断崖を開削する工法を利用して、新たに南大東漁港（北大東地区）の建設を行っており、2017年11月1日には3か所の停泊地のうち2か所が供用を開始し、2019年2月2日に本格開港した。
観光については、観光スポットが南大東島ほど充実しておらず、訪れる観光客は比較的少ない。宿泊施設はハマユウ荘うふあがり島、二六荘の2軒のみである。
南大東村と異なり商工会は組織されていない。南大東島に多い居酒屋や娯楽施設などのほか、商店も少ない。かつて村内にはパチンコ店や映画館が存在し、製糖期の季節労務者を中心に利用されていたが、前者は1972年に、後者はテレビ局が開局された1975年に、それぞれ廃業となっている。
村内には書店がなく、住民は主にインターネットの通販を通じて書籍を購入している。年に一度、リブロリウボウブックセンター店により村の施設を借りた一日書店が開設されている。

### 名産・特産品
島の水産品・農産品を使った特産品として、マグロ節、サワラの塩漬け、南蛮漬け、ふりかけや、ジャガイモを使ったじゃがいもパン、ぼろじのクッキー、じゃがようかん、島月桃を使ったムーチー等がある。
村では新たな商品を開発する動きがあり、2015年に村産のジャガイモの規格外品を使った焼酎を開発した。また、島全体がドロマイトで構成されているという地形を利用したドロマイトの石鹸や、島で取れる月桃を利用したハーブティ、線香などを化粧品会社に委託して販売している。

### 金融機関
- JAおきなわ 北大東支店

### 郵便
北大東村内の郵便番号は、901-39xxである。
- 日本郵便 北大東郵便局（港）[35]。

## 交通

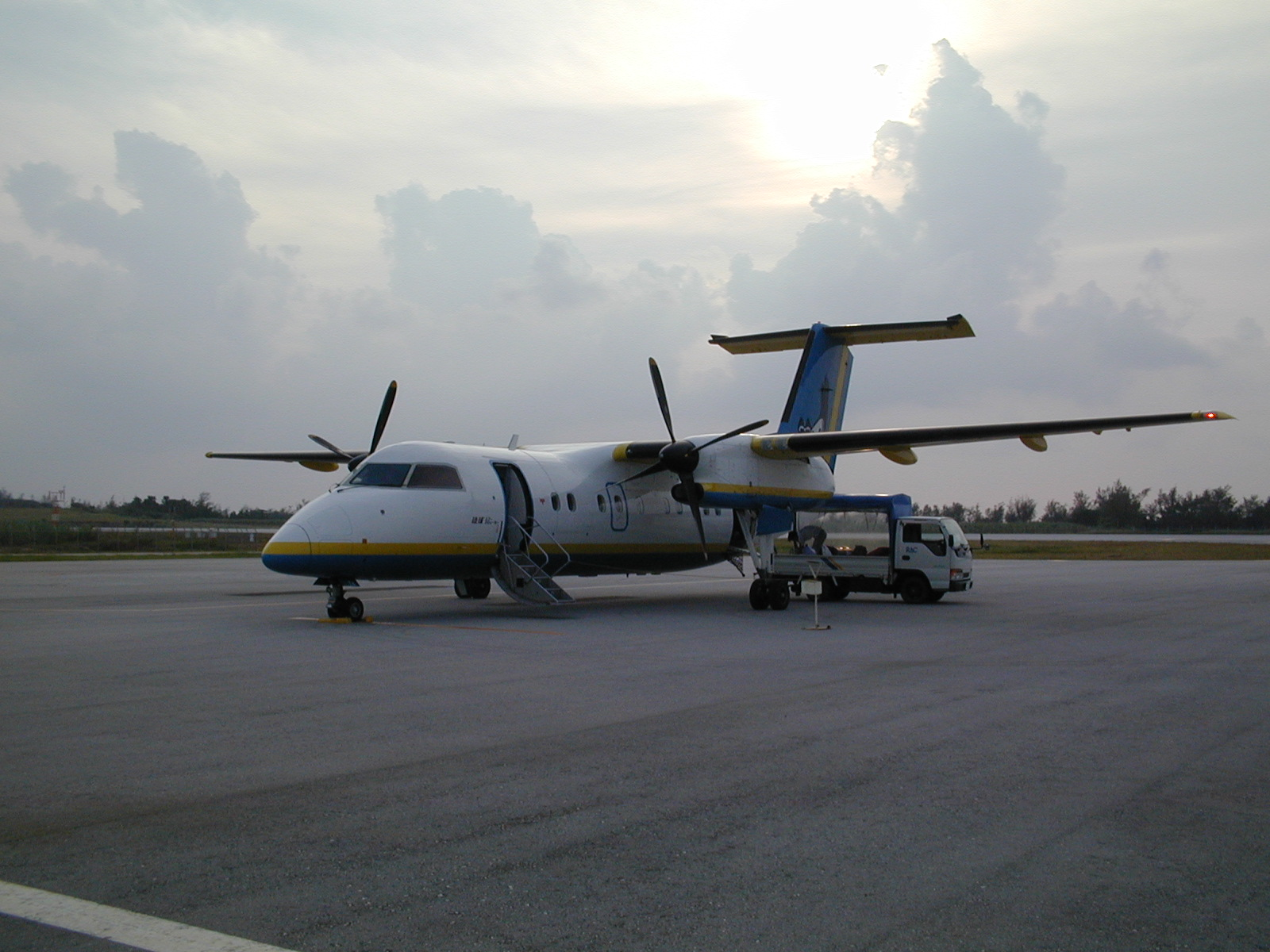
北大東空港

### 航空
- 北大東空港 - 那覇空港（約1時間10分[36]）
  - 琉球エアーコミューターが1日1往復運航している。
  - 使用機材はボンバルディアDHC-8-Q400CC（搭乗客数50人）[37]。
  - かつてはJALマイレージバンクのマイル積算対象外であったが、2012年7月18日搭乗分よりマイル積算の対象となった（同区間は229マイル）[38]。

### 船舶

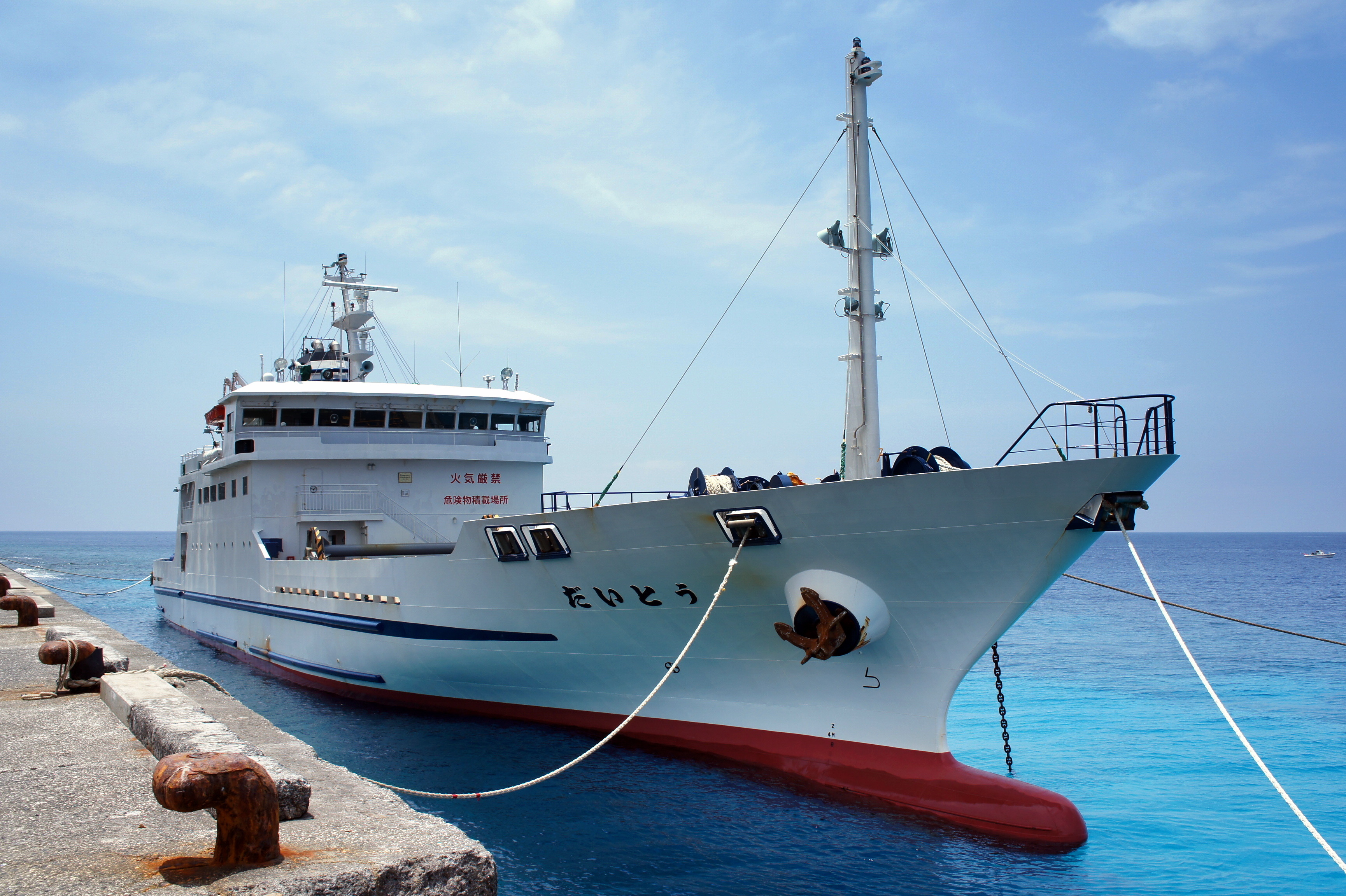
北大東港西地区に停泊する「だいとう」

- 那覇港（泊港南岸） - 北大東島（北大東港西地区・江崎地区・北地区）・南大東島
  - 大東海運の「だいとう」が、ほぼ5日おきに1便（週に1-2便、月に5-6便）運航。所要時間は約14時間半から16時間半。
  - 那覇と各島間を一筆書きに運航するが、島側の寄港順序は航海ごとに変わる。また、運航予定が予告なく頻繁に変更（最終の出港判断は当日の朝）される。
  - 基本的には西地区が利用されるが、西地区・江崎地区・北地区の中で、その時最も波が穏やかな港に停泊する（入港予定は村内放送でも放送される）。また、岸壁付近の波が激しく着岸できないため、人も貨物もクレーンに吊り下げられた籠に乗って上陸することでも知られる[39]。

### 村内交通
村内にバスやタクシーはない。ハマユウ荘うふあがり島でレンタカーや自転車の貸し出しを行っている。

### 道路
- 沖縄県道184号北大東港線

## 名所・旧跡・観光スポット・祭事・催事

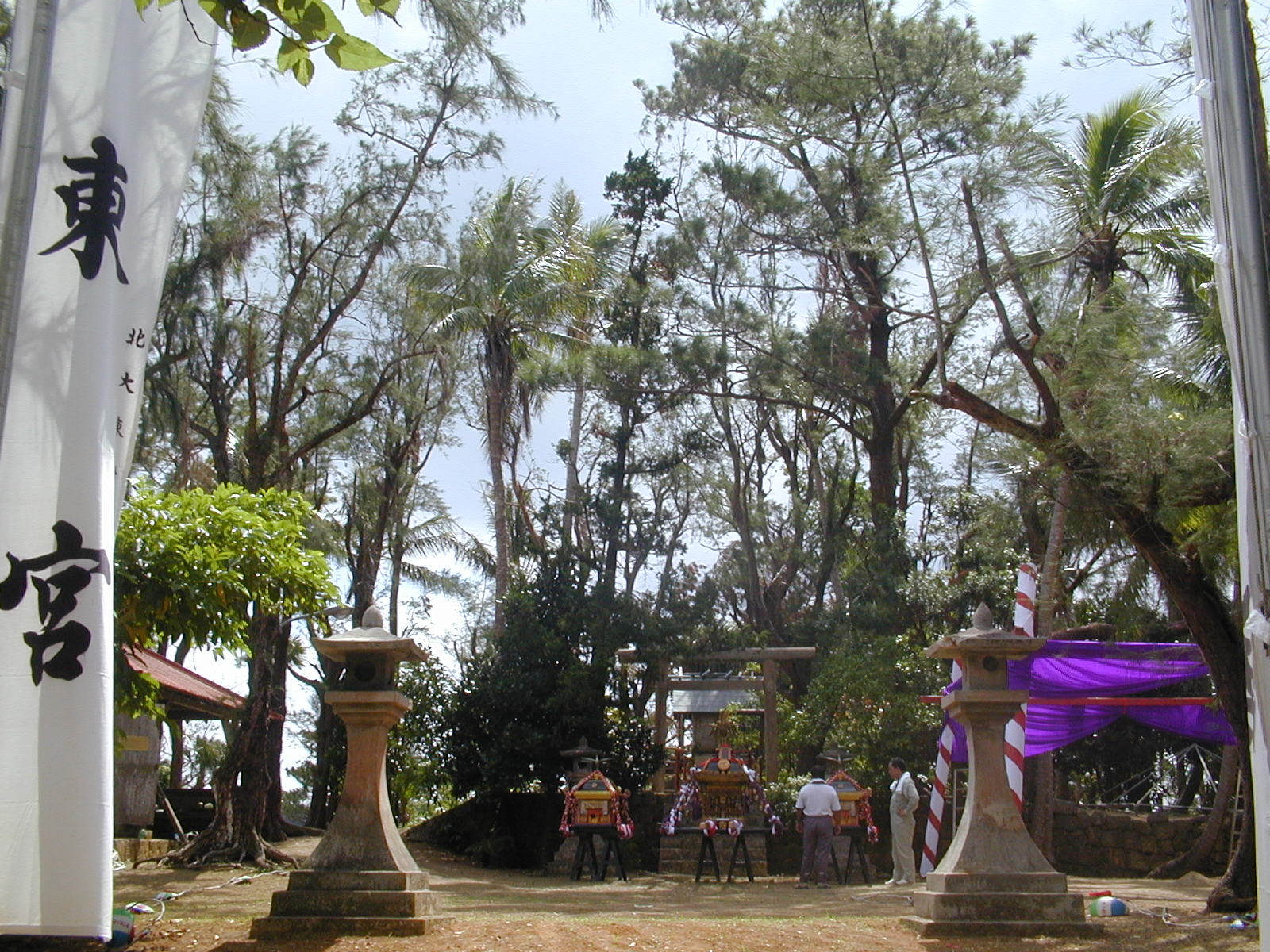
大東宮

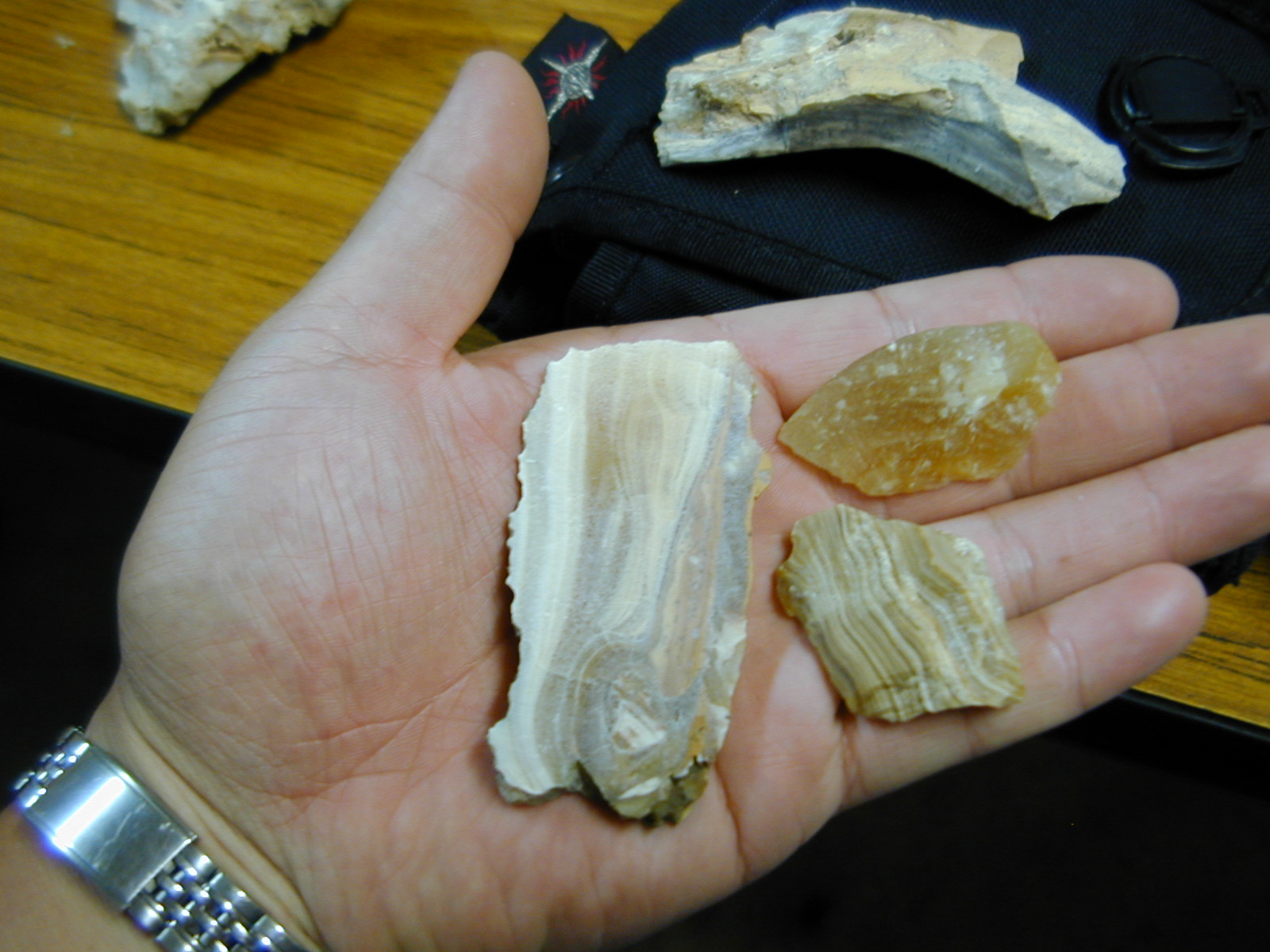
レインボーストーン

- 大東宮 - 島の中央付近にあり、島民の信仰の対象となっている。
- 北大東民俗資料館 - 島の開拓の歴史的資料を展示。
- 黒部（くろぶ）岬 - 北大東島北西部に位置するかつてアホウドリが生息した岬。
- 上陸公園 - 上陸港跡にある公園。
- 長幕（ながはぐ） - 屏風を立てたように絶壁をなしてそびえ立つ石灰岩の崖。「長幕崖壁及び崖錐の特殊植物群落」として国の天然記念物に指定。
- 天狗岩
- 真黒岬 - 沖縄県最東端の岬。
- リン鉱石貯蔵庫跡 - 西港近くにある、リン鉱石の採掘で賑わっていた頃に作られた貯蔵庫の跡地。現在は廃墟となっている[40][41]。2016年、採掘場やトロッコ軌道などとともに「北大東島燐鉱山遺跡」として国の史跡に指定[42][43][44]。
- レインボーストーン - 石灰石の隙間に、動物の死骸や石灰石等が侵入して赤・黄色等の半透明の縞模様を作る石。
- ため池群（大池、赤池、東貯水池等） - ため池百選
- 沖縄海 - 空港の近くにある掘り込み式の海水プール。沖縄本島の海岸に似てることから「沖縄海」と名付けられた[41]。

## 放送

### テレビ
1975年（昭和50年）、南大東島に放送試験局が開設されたことで受信が可能となり、夜間2時間ほどの放送を視聴することができるようになったが、この時は那覇から空輸したビデオテープによる放送で、元の放送より約1ヶ月遅れのものであった。この中継局では1984年5月、放送衛星ゆり2号により衛星放送の実験放送が開始されたことから、ようやく他地域との同時放送が実現したが、NHKのBSのみであった。大東諸島ではケーブルテレビも1974年から1984年まで営業していたが、これは集落の中心となる地域にビデオデッキを設置して、そこで放送された番組を各家庭のテレビ受像機に流すというものであった。沖縄県内のローカルニュースや民放の番組が放送されないため、沖縄本島でビデオ録画された番組を親戚に送ってもらい、現地で再生する家庭も多かった。
1998年、東京都が小笠原諸島向けに送信・利用されている通信衛星を利用した放送が開始された。これにより民放を含む地上波各局を視聴できるようになったが、もともと東京都内向け（小笠原諸島は全域が東京都に属する）の電波であることから、沖縄の県域放送ではなく東京（関東広域圏）のものが放送されていた（ただし、民放は沖縄県内に系列局があるTBSテレビ、フジテレビ、テレビ朝日の3局のみ）。なお、沖縄県内の情報は電話回線（衛星回線）により電送され、随時字幕で表示される。
沖縄県では2006年から開始されている地上デジタル放送では、沖縄本島～南大東島間に海底ケーブルが敷設されNHK沖縄・沖縄民放3局ともアナログ放送完全終了2日前の2011年7月22日に南大東島とともにデジタル中継局が設置された。なお、地上デジタル放送中継局の開局までは南大東村と共に全域が地デジ難視対策衛星放送の対象地域になっていた。
テレビ中継局（TVの単位はCH）
| 中継局 （リモコンキーID） | 総合 （1） | 教育 （2） | RBC （3） | OTV （8） | QAB （5） |
| ------------------------- | ---------- | ---------- | --------- | --------- | --------- |
| 北大東（出力3W）          | 42         | 40         | 44        | 46        | 48        |

### ラジオ
1954年、北大東島でラジオ放送が開始される。
テレビ放送がない時代、島にとってはラジオは外部の出来事を知る上で必需品であり、特にトランジスタラジオの普及率が目覚ましかった。1985年1月1日の村の調査によると、北大東村の総戸数173戸中、ラジオの普及数は184台で、普及率は106%に達していた。
親局が中波放送 (AM) のNHKラジオ第1放送及び民放の琉球放送（RBC）・ラジオ沖縄は、2007年4月1日に南大東中継局がFM波によって開局し、昼夜問わず良好な受信が可能となった。
一方、親局が超短波放送 (FM) のNHK-FM放送・FM沖縄は、ともに中継局設置の予定はない。ただし、NHK-FM放送については2011年9月からパソコン向け、10月からスマートフォン向けにインターネット同時配信で、また、FM沖縄については2017年10月からradikoによるインターネット同時配信で聴取が可能となっている。
なお、衛星放送（BS・CS）によるラジオ放送や短波放送（ラジオNIKKEI）・NHK国際放送（NHKワールド・ラジオ日本）は終日受信可能。

## 通信
- 携帯電話はNTTドコモのmova・FOMA（FOMAプラスエリア対応機種）、またはau、Softbankが利用可能。2014年より各社の4G LTEが利用可能になった。NTTドコモでは一部地域で5G（第5世代移動通信システム）が利用可能
- また令和3年度より沖縄本島〜北大東島の海底ケーブルが開通し、各民間事業者により光ブロードバンドサービスが開始、一部地域で光回線の利用が可能となった。

## ギャラリー
- 北大東港西地区緑地
- 国標
- 上陸公園
- 上陸港跡
- ハマユウ荘うふあがり島